# Tudor Ciortea
Tudor Ciortea (n. 28 noiembrie 1903, Brașov, Austro-Ungaria – d. 13 octombrie 1982, București, România) a fost un compozitor român. 

## Biografie
Tudor Ciortea a fost profesor la Conservatorul „Ciprian Porumbescu”, din 1949 până în 1973 . Creația sa este strâns legată de folclorul românesc, cuprinde muzică de cameră, lucrări simfonice, muzică de film, muzică instrumentală și vocală. În 1964, Tudor Ciortea a primit Premiul Enescu. La Brașov există Liceul vocațional de muzică Tudor Ciortea. La Cluj există o stradă denumită Tudor Ciortea. A compus Sonata pentru vioară și pian în stil rapsodic românesc, Muzica pentru pian Joc Țigănesc, ș.a

## Distincții
- premiul „George Enescu” al Academiei Române (1964)[7]
- titlul de Maestru Emerit al Artei din Republica Populară Română (18 august 1964) „pentru merite deosebite în activitatea desfășurată în domeniul teatrului, muzicii, artelor plastice și cinematografiei”[8]
- Ordinul „Meritul Cultural” clasa a II-a (26 septembrie 1966) „pentru merite deosebite în activitatea literară, artistică și de răspîndire a culturii naționale, cu prilejul Centenarului Academiei Republicii Socialiste România”[9]
- Ordinul „Steaua Republicii Socialiste România” clasa a III-a (20 aprilie 1971) „pentru merite deosebite în opera de construire a socialismului, cu prilejul aniversării a 50 de ani de la constituirea Partidului Comunist Român”[10]
- Ordinul Muncii clasa I (11 octombrie 1973) „pentru activitate îndelungată și merite deosebite in domeniul creației muzicale, [...] cu prilejul împlinirii virstei de 70 de ani”[11]